# Makijivka (Luhanszki terület)
Makijivka (cirill betűkkel: Макіївка) falu Ukrajna Luhanszki területén, a Szavtovei járásban Krasznoricsenszke községében. A település a Zserebec folyó mentén fekszik. Lakossága a 2001-es népszámlálás idején 819 fő volt. A faluban általános iskola és gimnázium működik.

## Története
A települést 1705-ben alapították. Korábban a Jurijiv és Zserebec nevet viselte.
Az 1932-1933-as holodomor idején a faluban 182 fő vesztette életét.
A 2020-as közigazgatási reform előtt a Makijivkai Faliusi Tanácsnak volt alárendelve Petrivszke falu is.
A 2022-es Ukrajna elleni invázió során az orosz csapatok március 22-én foglalták el a települést. Az Ukrán Fegyveres Erők 95. önálló légideszánt dandárja 2022. október 5-én a harkivi ellentámadás eredményeként szabadította fel az orosz megszállás alól.